# José Moris
José Alberto Moris Moris (Santiago; 17 de julio de 1939) es un exfutbolista chileno que jugaba de defensa.

## Trayectoria
Nacido en las divisiones inferiores de Universidad de Chile. Debutó profesionalmente en 1956 donde estuvo hasta 1963. En el equipo de la "U" obtuvo dos campeonatos nacionales, en 1959 y 1962 y los subcampeonatos de 1957, 1961 y 1963.
En 1964 fue contratado por Palestino, donde jugó hasta 1970.

## Selección nacional
Ha sido internacional con la selección de fútbol de Chile.

### Participaciones en Campeonatos Sudamericanos
| Copa                         | Sede    | Resultado    |
| ---------------------------- | ------- | ------------ |
| Campeonato Sudamericano 1967 | Uruguay | Tercer lugar |

## Clubes
| Club                 | País        | Año       |
| -------------------- | ----------- | --------- |
| Universidad de Chile | Chile       | 1956-1963 |
| Palestino            | Chile       | 1964-1970 |
| Santiago Morning     | Chile       | 1971-1972 |
| Deportes Colchagua   | Chile       | 1973      |
| Atlético Marte       | El Salvador | 1974      |
| JUCA                 | Guatemala   | 1974-1977 |
| Galcasa              | Guatemala   | 1977-1978 |

## Palmarés

### Títulos nacionales
| Título           | Club                 | País  | Año  |
| ---------------- | -------------------- | ----- | ---- |
| Primera División | Universidad de Chile | Chile | 1959 |
| Primera División | Universidad de Chile | Chile | 1962 |